# Richard Pokorný
Richard Pokorný (* 7. června 1979 Rychnov nad Kněžnou) je český paleontolog, speleolog, cestovatel a popularizátor vědy.

## Biografie
Po absolvování sedmiletého gymnázia v Rychnově nad Kněžnou studoval na VOŠ a SZeŠ v Táboře a poté na Fakultě životního prostředí Univerzity J. E. Purkyně v Ústí nad Labem.
Od roku 2004 pracoval na Fakultě životního prostředí UJEP jako asistent, později jako odborný asistent, v roce 2015 vykonával na přechodnou dobu funkci proděkana pro studium. Od roku 2019 do roku 2024 vedl katedru životního prostředí. Na univerzitě vyučoval předměty související s neživou přírodou, většinu času věnuje řešení projektů a vědecko-výzkumné činnosti. Již několik let žije v Ústí nad Labem a má tři děti.
Již od gymnazijních let se věnuje sběru minerálů a fosilií v okolí svého bydliště. Svou profesní kariéru zahájil výzkumem fosilií a fosilních stop ve východní části české křídové pánve. Ve svých publikacích prosazuje pro tento region pojem "podorlická křída". Od roku 2008 se zabývá studiem fosilních společenstev v Arktidě a Subarktidě. Na Islandu nalezl a popsal několik desítek ichnotaxonů, na Faerských ostrovech identifikoval dosud jediné známé fosilní stopy, které jsou zároveň jedinými doklady o přítomnosti třetihorní fosilní fauny na tomto souostroví. Významným přínosem je popis řady pro vědu nových ichnotaxonů - ichnorodu Funalichnus POKORNÝ, 2008 spolu s typovým druhem Funalichnus strangulatus, ichnorodu Thorichnus POKORNÝ, KRMÍČEK, SUDO 2017 se dvěma druhy Thorichnus ramosus a Thorichnus corniculatus  a ichnodruhů Sedilichnus smiley POKORNÝ, 2016, Mammillichnis jakubi POKORNÝ, KRMÍČEK, SUDO 2017 a Vatnaspor jachymi POKORNÝ, KRMÍČEK, SUDO 2017, popsaných ze sedimentárních formací na Islandu .
Dlouhodobým zájmem R. Pokorného je speleologie. Věnuje se především průzkumu regionů České republiky, které dosud stály na okraji zájmu jeskyňářů (např. Orlické hory, České středohoří). K největším úspěchům patří objev Jeskyně skřítků poblíž Děčína, považované speleology za zaniklou, objev bohatého naleziště kostí pleistocenních obratlovců nad Jeskyní na Radobýlu, nebo nález kompletní čelisti koně sprašového nedaleko Berouna . Usiluje o popularizaci speleologie a jeskyně prezentuje veřejnosti formou knih i online videí.
S vědeckou činností Richarda Pokorného je úzce spojen jeho hlavní koníček, kterým je cestování. Každoročně tráví několik týdnů na Islandu, výzkumy prováděl také na Faerských ostrovech, v Argentině, Grónsku, Tunisku, ve Švédsku, na Azorských ostrovech a ve Vietnamu. Na Fakultě životního prostředí UJEP založil „Institut Julia von Payera pro výzkum Arktidy a Subarktidy“, sdružující specialisty napříč UJEP s profesním vztahem k biotopům v chladných oblastech Země.
V roce 2006 vedl expedici Baobab 2006 (17.8.-18.9.2006), věnující se studiu živé i neživé přírody středního a sz. Madagaskaru. Tato expedice drží neoficiální český rekord jakožto nejpočetnější a zároveň s průměrem 22,6 let nejmladší tým, který kdy Madagaskar navštívil. Exponáty shromážděné během expedice prezentoval, spolu s dalšími členy expedice, na výstavě v Národním muzeu. Řada dalších ukázek geologických přírodnin pocházejících z výzkumů R. Pokorného byla také představena veřejnosti na výstavě k 25. výročí Fakulty životního prostředí UJEP v Muzeu města Ústí nad Labem, další vzorky dlouhodobě zapůjčil Muzeu a galerii Orlických hor v Rychnově nad Kněžnou v Rychnově nad Kněžnou.